# Честерфілд (острови)
Острови Честерфілд (фр. Îles Chesterfield, також рифи Честерфілд) — група коралових островів у Кораловому морі. Входять до складу Нової Каледонії — французького володіння в південно-західній частині Тихого океану.
Розташовані приблизно за 550 км на північний захід від Нової Каледонії, близько 850 км відділяють архіпелаг від Австралії. За 164 км на південь знаходяться рифи Беллона (фр. Récifs de Bellone), що також належать Франції.
Острови Честерфілд — невеличкий архіпелаг, складається з 11 острівців, розмір кожного з яких не перевищує 2,5 км завдовжки. Основні острови: Лонге (фр. Île Longue), Бамптон (фр. Île Bampton), Ренар (фр. Île Renard), Луп (фр. Îlot Loop) та Ейвон (фр. Îlots Avon). Архіпелаг має розміри 120 на 70 км, загальна площа островів становить менше 10 км².
Ця група островів отримала назву на честь судна «Честерфілд» англійського капітана Метью Бойда (англ. Mathew Boyd), яке 1793 року на шляху до Батавії (нині Джакарта) ледь не зазнало на тамтешніх рифах аварії. Протягом XIX ст. острови регулярно відвідували китобої з Нової Зеландії. 1878 року острови Честерфілд були оголошені володінням Франції. До 1887 року тут видобували гуано, надалі острови були закинуті.
Архіпелаг безлюдний. На островах немає прісної води. Коралові рифи становлять небезпеку для судноплавства. На острові Луп з 1968 року діє метеостанція, яка збирає дані в автоматичному режимі.
Честерфілд — це група низьких островів, що сидять на коралових рифах. Максимальна висота становить 12 м. Острови побудовані на гайотах вулканічного походження, історія яких сягає верхнього олігоцену (2,8 млн років тому). Поверхня складається з піску та уламків коралів. Острови Честерфілд мають значні поклади гуано, шари світлого піску чергуються з темнішими шарами, що містять гуано.
Клімат тропічний, діють циклони.
Острови Честерфілд мають виняткове підводне біорізноманіття. Біля островів зустрічається багато горбатих китів та кашалотів. Тут також багато акул. Велика кількість зелених черепах припливає сюди відкладати яйця.
З 2014 року рифи Честерфілд є частиною Природного парку Коралового моря (фр. Parc naturel de la mer de Corail), найбільшої морської заповідної території Франції. Площа лагуни Честерфілд становить приблизно 3500 км². За винятком східної сторони, її оточує кораловий риф із широкими проходами. Велика частина лагуни з південного сходу відкрита для пасатів та океанських хвиль. Це відносно глибоке середовище, середня глибина якого становить 51 метр. За межами бар'єру з коралів морське дно досить швидко досягає кількох сотень метрів глибини.
Наземна рослинність дуже бідна, налічує близько 20 видів. Це переважно трави та чагарники, дерев дуже мало. Всі ці рослини широко розповсюджені в Індо-Тихоокеанському регіоні. Чагарники, зокрема софора та сцевола, є основними місцями гніздування морських птахів. Ця рослинність здебільшого мертва, зі скелетоподібними гілками, на яких розташовані численні гнізда. Накопичений послід обпалює листя та гілки.

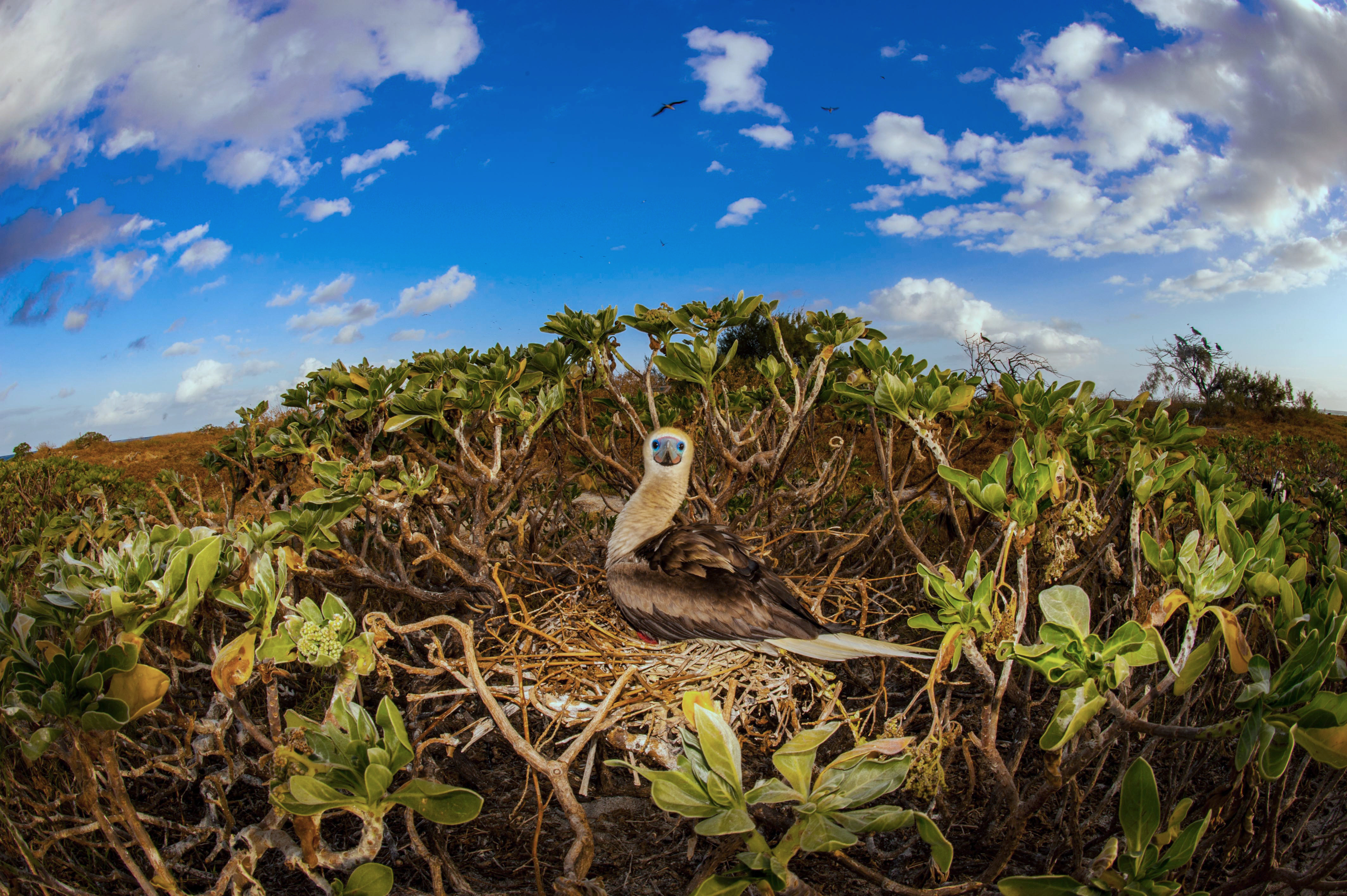
Гніздо червононогої сули.

Наземна фауна в плані кількості поширених видів також дуже нечисленна. Тут немає ссавців, земноводних і наземних рептилій. Натомість на островах є багато гніздових колоній морських птахів, зокрема фрегатів-арієлів, тихоокеанських фрегатів, червононогих, жовтодзьобих і білочеревих сул, бурих, атолових та австралійських крячків. Через це BirdLife International визнала острови Бамптон і Честерфілд важливою орнітологічною територією.
На островах дуже багато раків-самітників, а вид Coenobita perlata є одним з найбільш характерних елементів місцевої фауни. Багато рівнокрилих з родини Delphacidae мешкає в траві, клопів з роду Nysius — на бурхавії (Boerhavia), численні колонії мурашок — в піску під мертвою деревиною. Багато кліщів було знайдено в пір'ї та посліді птахів. На островах повністю відсутні представники таких важливих груп комах як терміти, бабки, комарі, ґедзеві, справжні попелиці, сонечка, справжні оси.